# Конетабль Єрусалима
Конетабль Єрусалима (фр. Connétable du royaume de Jérusalem) — друга за званням (фактично перша) посада в Єрусалимському королівстві. Її створено за прикладом відповідної посади у Франції.

## Функції
Конетабль Єрусалимського королівства у воєнний час очолював лицарське ополчення, призначав воєначальників, відповідав за порядок в армії, організовував виплату грошей найманцям. Повинен був виставляти 100 лицарів для королівського війська. У разі необхідності він очолював армію. Після перемоги в битві організовував збір захоплених трофеїв, також здійснював військовий суд над вояками та лицарями. Особливість політичного становища королівства, насамперед постійні війни з сусідами, призвело до збільшення ваги посади конетабля.
В мирний час входив до складу Високої Курії і займав місце голови, якщо король і сенешаль були відсутніми. Найперший офіційний документ, завірений конетаблем є грамота короля Балдуїна I 1108 року. Під час церемонії коронації він тримав королівське знамено (гонфолон) та королівського коня. Також займався встановленням кордонів доменів. В надзвичайних випадках призначався регентом або посланцем до Візантії чи Європи.

## Конетаблі Єрусалиму
- Симон (1108—1115)
- Гуго де Кауль (115—1120)
- Есташ I де Грен'є (бл. 1123)
- Вільгельм I де Бюр (1123-ок. 1141)
- Манасія де Єрж (1144—1151)
- Онфруа II де Торон (1152—1179)
- Аморі II де Лузіньян (бл. 1179—1194)
- Жан I д'Ібелін (1194—1205)
- Готьє де Монбельяр (1206—1211)
- Ед де Монбельяр (1220—1244)
- Філіпп де Монфор (бл. 1244)
- Жан д'Ібелін (1251—1258)
- Вільгельм де  Ботрон (1258—1262)
- Баліан д'Ібелін (1268—1277)
- Річард де Ноблан (бл. 1277)
- Симон де Монтоліф (бл. 1284)
- Аморі II Тірський (1285—1300)
- Філіп Брауншвейг-Грубенхаген (бл.1359)
- П'єр де Лузиньян (бл. 1415)